# Madeira Beach
La ville de Madeira Beach est située dans le comté de Pinellas, dans l’État de Floride, aux États-Unis. Lors du recensement de 2010, Madeira Beach comptait 4 263 habitants, population estimée à 4 412 habitants en 2016.
La ville est nommée en référence à l'île de Madère (Madeira en portugais).

## Démographie
| 1950 | 1960  | 1970  | 1980  | 1990  | 2000  |
| ---- | ----- | ----- | ----- | ----- | ----- |
| 916  | 3 943 | 4 177 | 4 520 | 4 225 | 4 511 |

| 2010  | - | - | - | - | - |
| ----- | - | - | - | - | - |
| 4 263 | - | - | - | - | - |

## Source
- (en) Cet article est partiellement ou en totalité issu de l’article de Wikipédia en anglais intitulé « Madeira Beach, Florida » (voir la liste des auteurs).